# Wszystko płynie...
Wszystko płynie… (ros. Всё течёт…) – powieść Wasilija Grossmana opublikowana w 1970 roku.
Powieść została napisana w ciągu kilku miesięcy 1963 roku, po pobycie Grossmana w szpitalu, choć szkic do niej powstał już w roku 1955. Autor, opuszczony przez rodzinę i przyjaciół, z objawami depresji, po skonfiskowaniu jego książki Życie i los, nie starał się nawet o druk utworu.
Wszystko płynie… ukazało się po raz pierwszy w 1970 roku, nakładem emigracyjnej oficyny Posiew. W ZSRR powieść czekała na druk do 1989 roku.

## Problematyka
Książka jest syntezą losu społeczeństwa żyjącego w ustroju komunistycznym – od jego narodzin, aż po śmierć Stalina. Pozornie jest niespójna – składają się na nią fragmenty publicystyczne, traktat historiozoficzny oraz opowieść o powrocie do domu więźnia łagrów.
Główny wątek fabularny utworu to historia Iwana Grigorjewicza, który w obozach spędził dwadzieścia dziewięć lat. Po powrocie spotyka ludzi, którzy przed laty byli jego przyjaciółmi i bliskimi, a teraz stali się obcy. Jedyny żyjący krewny Iwana, Mikołaj Andriejewicz, to mierny uczony, tchórz i koniunkturalista. Zawsze skwapliwie robił to, czego oczekiwała partia. Wiódł zatem wygodne życie i zajmował stanowiska aresztowanych kolegów. Jego spokój burzy dopiero spotkanie z Iwanem: Wania, Wanieczka, to niedorzeczne, dziwne, ale ja ci zazdroszczę, że w tym okropnym obozie nie musiałeś podpisywać podłych listów, nie głosowałeś za karą śmierci dla ludzi niewinnych, nie wygłaszałeś podłych przemówień.
Wieloplanowa część beletrystyczna, przejmujący obraz bezmiaru ludzkiego cierpienia, nasycona ogromną ilością retrospekcji i dygresji, jest w swej istocie swoistą kroniką polityczną, oglądaną przez pryzmat codzienności. Nic tu nie da się oddzielić: człowiek tworzy politykę, polityka kształtuje człowieka. Pisarz mówi o tym, co najważniejsze: o mechanizmach demoralizacji jednostki i społeczeństwa, o trwałych spustoszeniach dokonujących się w człowieku w warunkach ekstremalnych, o więzieniach, łagrach, kolejnych czystkach, ale też o patologii codzienności.
Grossman jako pierwszy stworzył literacki obraz głodu na Ukrainie. Opis tej zbrodni pojawia się w spowiedzi Anny Sergiejewny, ostatniej miłości Iwana Grigorjewicza. Suche studium okrucieństwa poprzedza ona pozbawionym emocji opisem fizjologii głodu: Na początku głód z domu wypędza. Na początku jest jak ogień – pali, dręczy, rwie i kiszki, i duszę – wtedy człowiek z domu ucieka. Ludzie wykopują robaki, zbierają trawę, widzisz, nawet do Kijowa docierali. Ciągle z domu i z domu. Ale nadchodzi taki dzień, że człowiek głodny z powrotem do swojej chaty pełznie. To znaczy: pokonał go głód i człowiek już nawet nie próbuje się ratować. Kładzie się do łóżka i leży. A jeśli głód człowieka pokonał, nie ma sposobu, by go podnieść, i to nie dlatego, że sił mu już brak, ale dlatego, że nic już go nie obchodzi, żyć mu się nie chce. Leży spokojnie, nie trzeba go ruszać. Jeść już nie chce, ciągle się moczy i ma biegunkę. Staje się senny. Nie trzeba go ruszać, trzeba go zostawić w spokoju. Leżą tak głodni i dogasają. Państwowa machina sprawiła, że społeczeństwo samo wykonało na sobie egzekucję.
Akcja w utworze Grossmana ma marginalne znaczenie – jest jedynie punktem wyjścia dla wspomnień, dygresji, fragmentów publicystycznych. Analizę sowietyzmu poprzedza Grossman charakterystyką osobowości Lenina. Lenin – człowiek pozostaje nieważny, liczy się jedynie Lenin jako uosobienie mitu rosyjskiej idei. Mit ten Grossman obala, twierdząc, że Lenina stworzyła tysiącletnia rosyjska poddańczość. Fanatyzm, gotowość dławienia wolności dnia dzisiejszego w imię wolności wydumanej, pogarda dla człowieka, bezwzględność w niszczeniu wrogów i współtowarzyszy nie pojawiła się u Lenina nagle, bez przyczyny. Miał je już Pestel, Bakunin, Nieczajew. Miała je większość rewolucjonistów rosyjskich. Grossman polemizuje także z rosyjskimi myślicielami XIX wieku, którzy głosili wyjątkowość duszy rosyjskiej i jej posłannictwo. Według niego w rosyjskiej duszy nie ma nic mistycznego, ascetycznego czy Chrystusowego. To, czym jest to wynik niewoli. Niewolniczy, pańszczyźniany pierwiastek nabierał mocy w duszy rosyjskiej niby tysiącletni roztwór spirytusu. Rozpuścił on metal i sól godności ludzkiej niczym parująca własną mocą woda królewska i przeobraził całkowicie duchowe życie Rosjan. Rosja tylko pozornie upodabnia się do Europy – w Rosji rozwój cywilizacyjny nie idzie w parze ze wzrostem wolności, jak na Zachodzie, ale ze wzrostem zniewolenia. Lenin po mistrzowsku połączył socjalizm i niewolnictwo. Rozwój w imię siły i wbrew wolności stał się obowiązującym modelem kontynuowanym przez Stalina. Lenin był wcieleniem rosyjskiego pierwiastka narodowego, Stalin zaś – rosyjskiej państwowości radzieckiej. Stworzone przez Stalina wszechmocne państwo nosiło znamiona trzech zasadniczych składników jego osobowości: pierwiastka azjatyckiego, zawierającego w sobie niesłuchane okrucieństwo, wiarołomstwo, pamiętliwość i mściwość; amoralność rewolucjonisty typu Nieczajewa, usprawiedliwiającego każdy środek w osiągnięciu celu, wreszcie – mentalności dygnitarza milicyjnego, z jego bezprzykładną pogardą dla godności ludzkiej, uwielbieniem dla biurokracji, gotowości zabijania w majestacie prawa, by niezwłocznie wzgardzić tymże prawem. (…) W wielkim teatrze państwa realnością był tylko Stalin i precyzyjnie zaplanowany przez niego terror.
Wszystko płynie… to encyklopedia życia sowieckiego. Jest tu i historia, i polityka, i życie. Wspólnym mianownikiem jest czas: nieskończony, gdy spojrzeć wstecz i bezkresny, skrywający to, co dopiero czeka na sowieckie społeczeństwo.